# 鍋島松濤公園

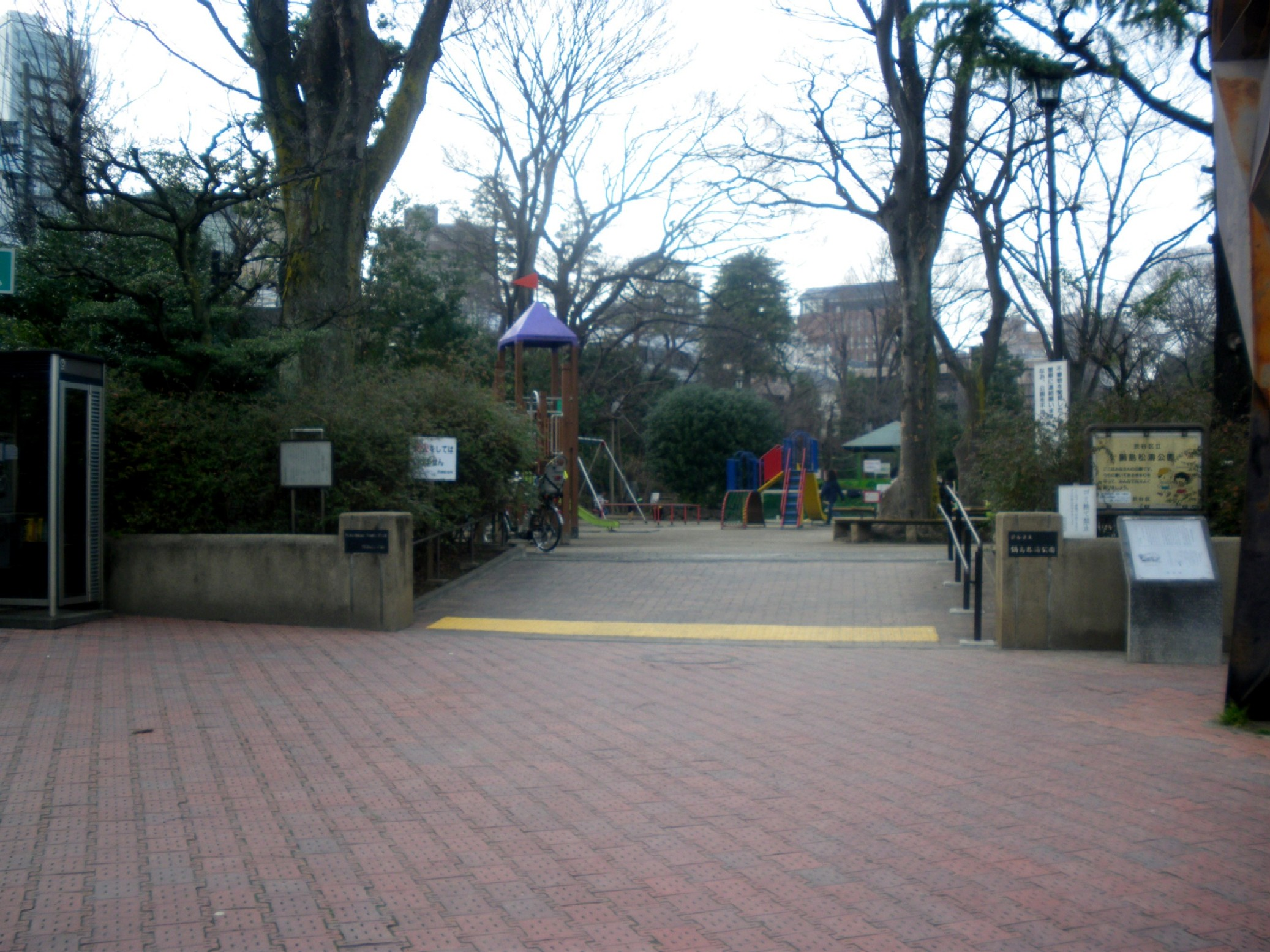
鍋島松濤公園

鍋島松濤公園（なべしましょうとうこうえん）は、渋谷区が管理する公園のひとつ。東京都渋谷区松濤二丁目にある。

## 概要
湧水池を中心に各種草花が彩る公園である。当公園の湧水池は渋谷界隈でも数少ない湧き水のひとつとなっており、水車も設置されている。
公園の面積は5012m2。公園の名称は、かつてこの地にあった茶園「松濤園」に因む。
- 開園時間:　常時開園
- 料金:　入園無料
- 京王井の頭線神泉駅より徒歩3分、また渋谷駅より徒歩12分

## 歴史
元々当地一帯は江戸時代には紀州徳川家の下屋敷があったところで、1876年（明治9年）に佐賀の鍋島家に払い下げられた。鍋島家は当地に茶園を開いて「松濤園」と名付け、「松濤」という名で茶の販売も行っていた。1932年（昭和7年）になると茶園は廃止され、湧水池のある一角が児童遊園として整備され、同年に東京市に寄贈された後、1950年（昭和25年）からは渋谷区に管轄が移されて現在に至っている。

## 公衆トイレ
渋谷区内に快適な公衆トイレを設置する「THE TOKYO TOILET」プロジェクトの対象となった。デザインは隈研吾で、2021年6月に利用が開始された。吉野杉の板で覆われた5つのトイレ小屋からなる。

## その他
- 渋谷松濤郵便局の風景印は「鍋島松濤公園」「松濤美術館」「ハナショウブ」を図案としている。

## ギャラリー

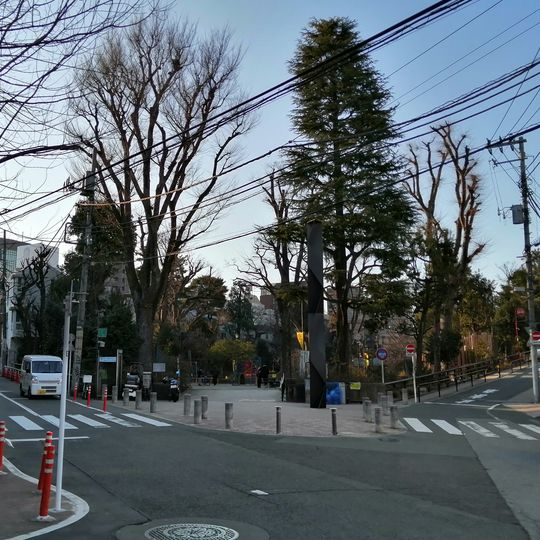
南側出入口
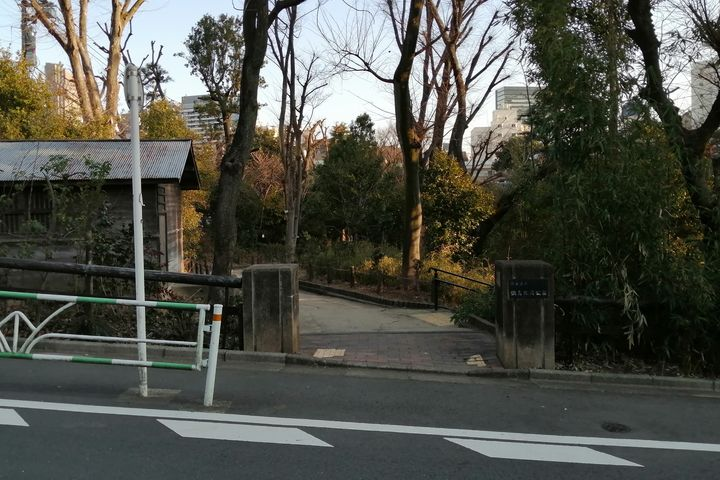
北側出入口
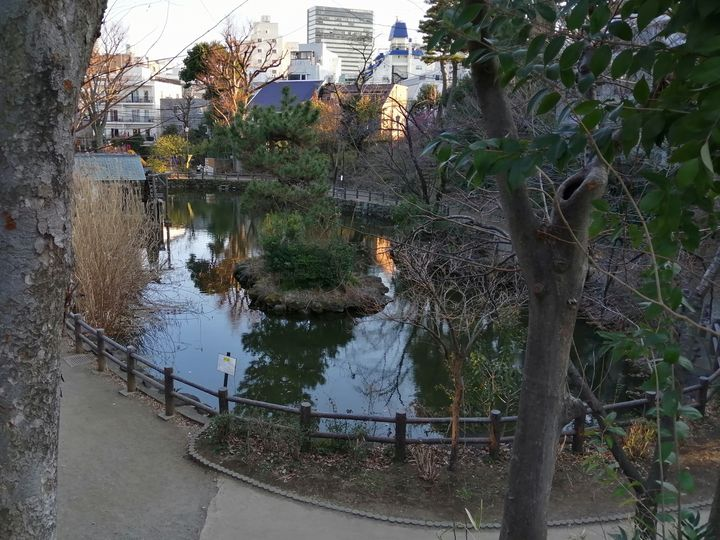
北側から望む
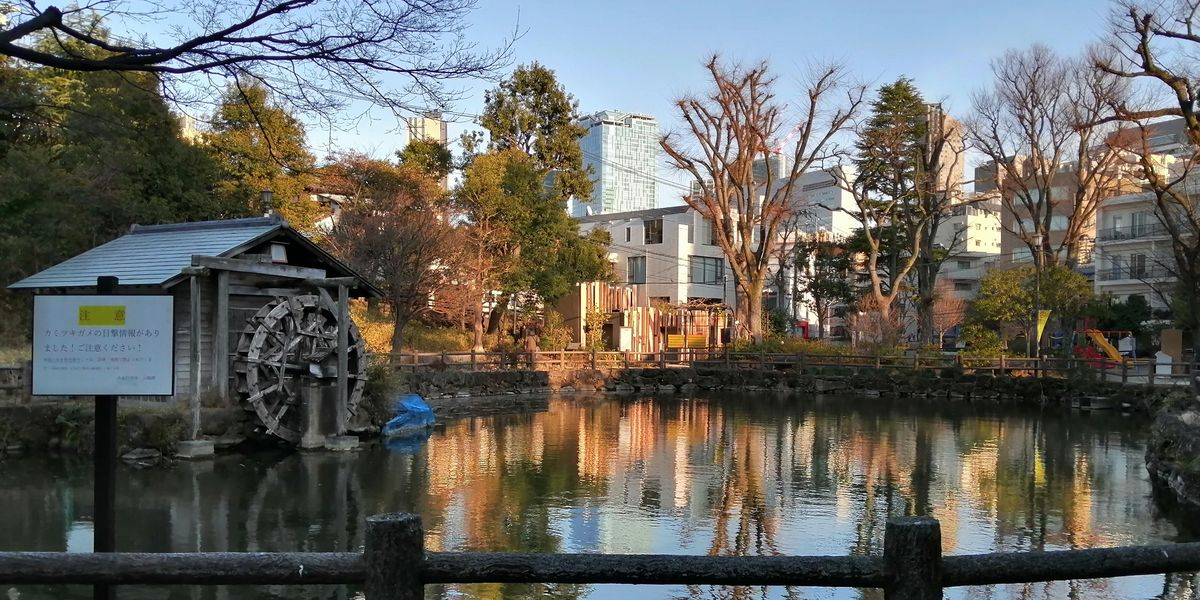
水車小屋
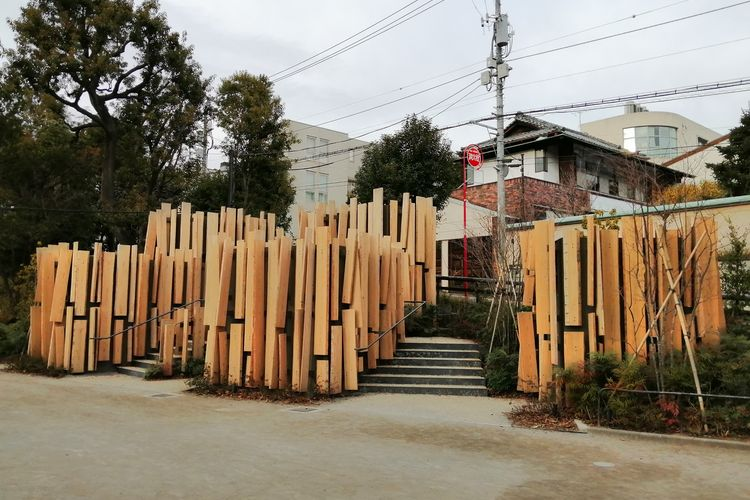
トイレ
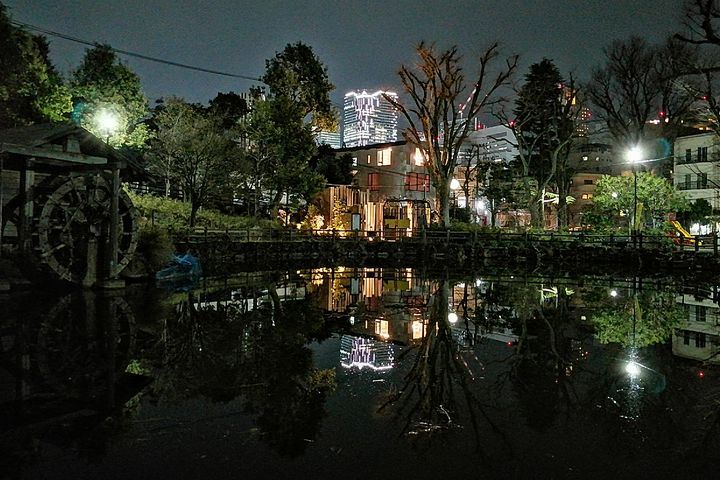
夜景